# Sport (fotocamera)

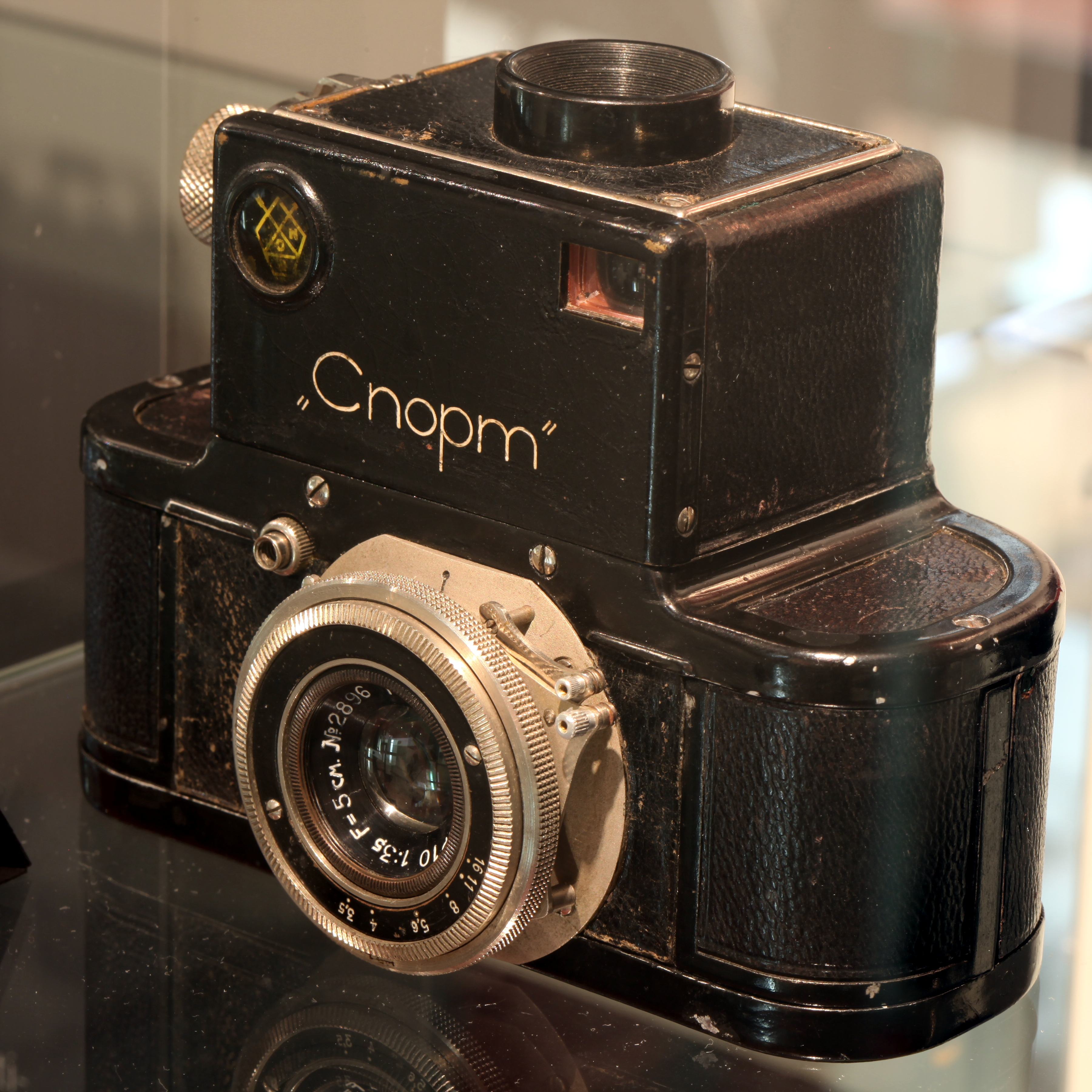
La fotocamera reflex Cnopm (Sport)

La Sport (Cnopm) è una macchina fotografica prodotta negli anni trenta dalla «Gosudarstvennyi Optiko-Mekhanicheskii Zavod» (GOMZ) di Leningrado (Russia). Il nome Cnopm non è altro che la scrittura in caratteri cirillici della parola sport.

## Storia
È la prima fotocamera reflex 35 mm con mirino a pozzetto. Il suo prototipo, chiamato Gelveta, fu realizzato da A. O. Gelgar fra il 1934 e il 1935, ma l'origine del progetto risalirebbe addirittura al modello Mine, realizzato nel 1929 da A. A. Mine . Della Sport, fu prodotto un numero limitato di pezzi, e la produzione cessò durante la seconda guerra mondiale a causa dei danni riportati dallo stabilimento. Sui mercati occidentali la fotocamera è poco conosciuta e ancora minore è stata la sua diffusione.

## Caratteristiche tecniche
Si tratta di una fotocamera reflex monobiettivo per il formato 24x36, prevista per ottiche intercambiabili con innesto a baionetta. È stato realizzato però un unico obiettivo, l'Industar И-10 da 5 cm, f/3,5; la messa a fuoco è su scala metrica, con blocco sull'infinito.
È dotata di un mirino a pozzetto con possibilità di usare una lente d'ingrandimento (loupe o lentino) per il fuoco accurato sullo schermo smerigliato, e anche di un secondo mirino di tipo galileiano.  
Il corpo è metallico, dorso e fondello sono rimovibili, la pellicola è contenuta in cassette metalliche dedicate, ricaricabili. Il contapose arriva a 50 fotogrammi, non autoazzerante. La pellicola passa da una cassetta all'altra, senza necessità di riavvolgimento. Un comando unico, trascina la pellicola, arma l'otturatore e seleziona il tempo di scatto. Il pulsante di scatto è frontale ed esiste un blocco contro le doppie esposizioni. L'otturatore è di tipo verticale, composto da due tendine metalliche rigide sul piano focale, i tempi vanno da 1/25 a 1/500 di secondo, più la posa B.